# جریان فارادیک
جریان فارادیک، جریان تولیدشده توسط کاهش یا اکسایش برخی از مواد شیمیایی در الکترود است. جریان فارادیک خالص جمع جبری تمام جریان‌های فارادیکی است که از طریق یک الکترود نشانگر یا الکترود درحال‌کار جریان دارد.

## محدودکننده جریان
جریان محدودکننده در الکتروشیمی مقدار محدودکننده جریان فارادیک است که با افزایش نرخ انتقال بار برای الکترود، به آن نزدیک می‌شود. به عنوان مثال، با افزایش پتانسیل الکتریکی یا کاهش نرخ انتقال جرم برای الکترود، می‌توان به جریان محدودکننده نزدیک شد.